# Anna Andrejewna Jelissejewa
Anna Andrejewna Jelissejewa  (russisch Анна Андреевна Елисеева, geb. Schtscherbinina/Щербинина; * 25. Januar 1991 in Norilsk) ist eine russische Biathletin und ehemalige Skilangläuferin.

## Karriere
Anna Schtscherbinina nahm von 2009 bis 2012 als Skilangläuferin an Wettbewerben der FIS teil. Sie trat dabei vorwiegend an FIS-Rennen und am Eastern Europe Cup an, bei den sie meist Platzierungen im Mittelfeld belegte. Bei den Juniorenweltmeisterschaften 2011 in Otepää gewann sie Silber mit der Staffel. Ihr internationales Debüt als Biathletin gab sie zum Auftakt der IBU-Cup-Saison 2014/15 in Beitostølen. Dort gewann sie als 27. und 23. in Sprintrennen sogleich Punkte. Bei der nächsten Station in Obertilliach kam sie nach einem 39. Rang in einem Einzel im folgenden Sprint hinter Federica Sanfilippo und Anastassija Merkuschyna erstmals als Drittplatzierte auf das Podium und konnte dabei Carolin Leunig auf den vierten Rang verweisen.
Im IBU-Cup-Saison 2015/16 konnte sie zusammen mit Swetlana Slepzowa, Semjon Sutschilow und Alexei Slepow die Mixed-Staffel in Martell gewinnen. Die Saison beendete sie als 6. und kam damit zu ihrem einzigen Einsatz im Biathlon-Weltcup in Chanty-Mansijsk, bei dem sie im Sprint den 62. Platz belegte.

## Persönliches
Anna Schtscherbinina ist seit 2018 mit ihrem Teamkollegen Matwei Jelissejew verheiratet und nahm daraufhin dessen Nachnamen an.

## Statistik

### Platzierungen im Biathlon-Weltcup
Die Tabelle zeigt alle Platzierungen (je nach Austragungsjahr einschließlich Olympische Spiele und Weltmeisterschaften).
- 1.–3. Platz: Anzahl der Podiumsplatzierungen
- Top 10: Anzahl der Platzierungen unter den ersten zehn (einschließlich Podium)
- Punkteränge: Anzahl der Platzierungen innerhalb der Punkteränge (einschließlich Podium und Top 10)
- Starts: Anzahl gelaufener Rennen in der jeweiligen Disziplin
- Staffel: inklusive Mixed- und Single-Mixed-Staffeln

| Platzierung         | Einzel | Sprint | Verfolgung | Massenstart | Staffel | Gesamt |
| ------------------- | ------ | ------ | ---------- | ----------- | ------- | ------ |
| 1. Platz            |        |        |            |             |         |        |
| 2. Platz            |        |        |            |             |         |        |
| 3. Platz            |        |        |            |             |         |        |
| Top 10              |        |        |            |             |         |        |
| Punkteränge         |        |        |            |             |         |        |
| Starts              |        | 1      |            |             |         | 1      |
| Stand: Karriereende |        |        |            |             |         |        |